# Antarchaea cucullata
Antarchaea cucullata är en fjärilsart som beskrevs av Moore 1885. Antarchaea cucullata ingår i släktet Antarchaea och familjen nattflyn. Inga underarter finns listade i Catalogue of Life.